# Meredith Gourdine
Meredith Gourdine (Meredith Charles Gourdine; * 26. September 1929 in Newark, New Jersey; † 20. November 1998 in Houston) war ein US-amerikanischer Weitspringer und Ingenieur.
1952 wurde er US-Vizemeister und gewann den nationalen Ausscheidungskampf für die Olympischen Spiele in Helsinki, bei denen er mit 7,53 m die Silbermedaille gewann, vier Zentimeter hinter seinem Landsmann Jerome Biffle. 1953 wurde er US-Hallenmeister.
Im selben Jahr schloss er sein Studium an der Cornell University ab. Von 1958 bis 1960 arbeitete er am Jet Propulsion Laboratory, und 1960 promovierte er am California Institute of Technology. Er gründete seine eigene Firma namens Gourdine Systems und war der Urheber von 70 Patenten.